# San Giovanni Evangelista (Antonello da Messina)
San Giovanni Evangelista è un dipinto a olio e oro su tavola (114,3x38,5 cm) di Antonello da Messina, databile al 1470-1475 circa e conservato nella Galleria degli Uffizi a Firenze.

## Storia
Il San Giovanni di Antonello venne riscoperto sotto pesanti ridipinture e acquistato, con la Madonna col Bambino e angeli reggicorona dal museo fiorentino nel 1996. L'altissima qualità della pittura aveva infatti palesato l'opera del grande maestro, collegando le due tavole con quella, di analogo formato, nella Pinacoteca del Castello Sforzesco di Milano e, forse, con le tre cuspidi dei Dottori della Chiesa nel Museo regionale di Palazzo Abatellis a Palermo.

## Descrizione e stile
Giovanni Evangelista è rappresentato secondo un'iconografia tipicamente fiamminga, con il calice in mano, da cui esce un draghetto, rimando al miracolo con cui scoprì una bevanda avvelenata. Sotto il braccio tiene inoltre il libro, che ricorda il Vangelo. Anche la forma trilobata sul bordo superiore, dovuta ad archetti, è uno stilema tipicamente catalano-provenzale. Più tipicamente italiane sono invece le fattezze del santo, così come l'unificazione spaziale tra i pannelli, determinata da una medesima altezza del bordo del pavimento e dallo sconfinare delle ombre tra una tavola e l'altra.
Non a caso nel museo fiorentino le due tavole si trovano esposte nella sala dei Fiamminghi, a  confronto con le tavole degli artisti nordici della seconda metà del secolo, come Hans Memling.